# Lac-Delage
Lac-Delage è un comune del Canada, situato nella provincia del Québec, nella regione di Capitale-Nationale.